# Joseph Wagner

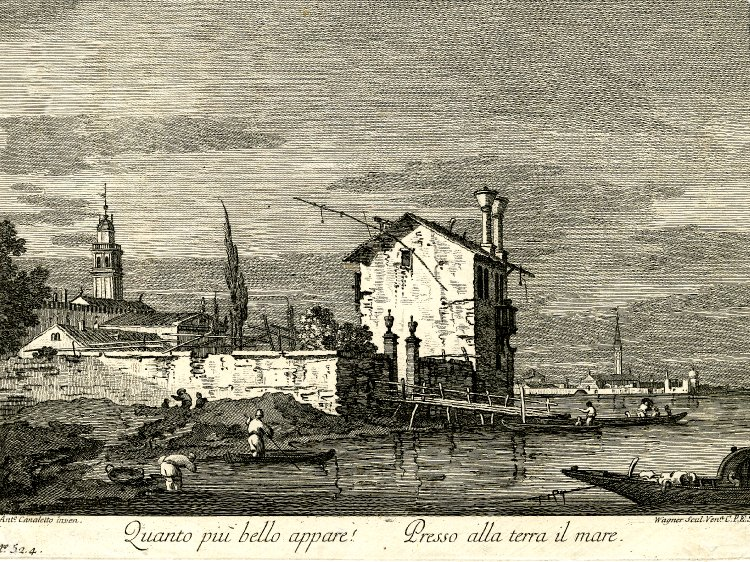
Paysage d'après Canaletto par Joseph Wagner.

Joseph Wagner, né en 1706 et mort en 1780 à Venise ou à Munich, est un graveur sur cuivre, dessinateur, peintre et éditeur d'estampes allemand. 

## Biographie
Joseph Wagner se rend à Munich en 1720, à l'âge de 14 ans, et suit une formation de peintre auprès du futur peintre portraitiste et historien Jacopo Amigoni, très doué, qui est au service de l'électeur bavarois Maximilien-Emmanuel de Bavière à partir de 1715. En même temps, il est formé par Franz Xaver Joseph Späth (de) aux principes de la gravure sur cuivre. Avec son professeur Jacopo Amigoni, Joseph Wagner se rend en Italie en 1726 et perfectionne ses études à l'Académie des Arts de Bologne.
Joseph Wagner accompagne Jacopo en 1733 en Angleterre. Il se rend ensuite à Paris, pour étudier la gravure sous la direction de Laurent Cars. Il fait ensuite un second séjour en Angleterre, où ses premières productions sont les portraits des trois princesses, Anne, Amélie et Caroline, les filles de George II. Il grave plusieurs autres planches en Angleterre, mais retourne à Venise, où il ouvre une école et exerce également une activité considérable de vendeur de gravures.
Il y a un désaccord sur le lieu où il est mort. D'après l' Allgemeine Deutsche Biographie, il est mort en 1780 à Venise. Selon le Bryan's Dictionary of Painters and Engravers, il est mort à Munich.

## Élèves
Le Allgemeines Künstlerlexicon de Johann Rudolf Füssli cite comme élèves de Joseph Wagner :
- Francesco Bartolozzi
- Fabio Berardi
- Johann Baptist Brostolon
- Bartolommeo Crivellari
- Giovanni Ottaviani
- Johann Gottlieb Prestel[4]
- Cosimo Zocchi[5]